# KV-13
KV-13(러시아어: KB-13)은 제2차 세계대전 동안 제작된 소련 시제 중형전차이다. 1941년 후반에서 1942년 초 사이에 첼랴빈스크 키로프 공장의 SKB-2 설계 부서에서 KV-1의 차체를 이용해 개발한 것인데, '다목적 전차'로서 동시에 T-34 및 KV-1의 생산을 대체하기 위한 의도였다.

## 개발

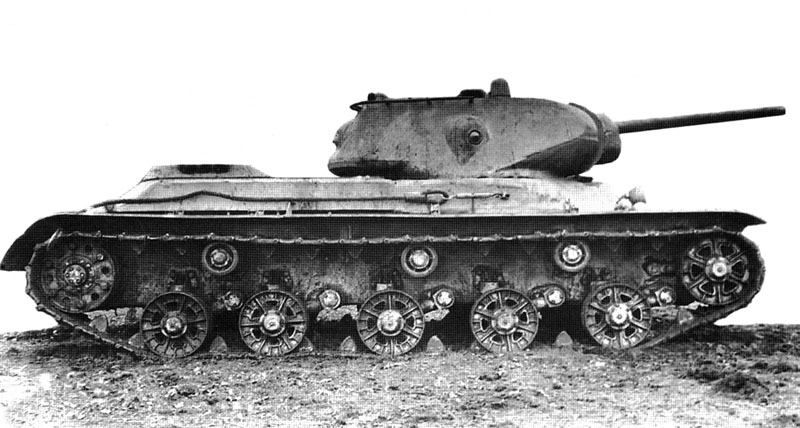
시험 운행 중의 KV-13 (1942년)

KV-13의 첫 시제전차가 1942년 봄에 만들어졌으나, 그 해 가을에 진행된 시험 운행에서 부족한 기계적 신뢰성을 보여주었으며 전차의 장갑을 강화시키고 새로운 3인승 포탑을 장착시켜야 할 필요성을 입증했다. 1942년 12월 이러한 개조를 포함한 두 대의 개조된 시제 전차 생산이 시작되었지만, T-34의 생산을 계속하기 위해 중형전차로서의 KV-13 개발이 중지되었다. 두 대의 개조된 KV-13 시제 전차들을 이용한 프로젝트의 추가 개발로 1943년에 오비옉트 237(Obj. 237)의 개발로 이어졌고, IS-1 중전차의 원형이 되었다. 이 전차는 실전에 쓰인 적이 전혀 없다.

## 참고문헌
- А. Г. Солянкин; М. В. Павлов; И. В. Павлов; И. Г. Желтов (2005). 《Отечественные бронированные машины. XX век. 1941–1945》 (러시아어). Москва: Эксприн. ISBN 5-94038-074-3.
- Свирин, М. Н.; Броневой щит Сталина. 《МИстория советского танка 1937–1943》 (러시아어). Moscow: Яуза, Эксмо. ISBN 5-699-16243-7.
- Zaloga, Steven J. (2011). 《IS-2 Heavy Tank 1944–1973》. New Vanguard (영어). Oxford, UK: Osprey Publishing. ISBN 978-1-85532-396-4.
- Zaloga, Steven J. (2013). 《KV-1 & 2 Heavy Tanks 1939–1945》. New Vanguard (영어). Oxford, UK: Osprey Publishing. ISBN 978-1-4728-0321-4.